# 小松先生
《阿松》是為了紀念日本漫畫家赤塚不二夫誕辰80周年，由其創作的搞笑漫畫作品《小松君》（日语：おそ松くん）所改編的電視動畫第三作。第1期自2015年10月起於東京電視系播放，第2期自2017年10月起播放。第3期自2020年10月起播放。第4期自2025年7月8日起播放。故事描述松野家六胞胎成年后的日常生活。

## 登場人物
作品中的角色會因為短篇的需要而有各式各樣的身分。由於並無正式翻譯名稱，斜線後為其他常見譯名。

### 六胞胎
松野家的六胞胎是本作的主角，身高、長相、外型大致相同。為了讓觀眾易於分辨，製作組使用了代表色作區別，並替角色增添了許多個人特點。六人的年齡皆為20多歲，生日5月24日，血型A型。所有人都喜歡魚魚子。全員無業，皆為啃老族、處男。
松野小松／松野阿松／松野粗松（Matsuno Osomatsu）
聲優：櫻井孝宏／花江夏樹（新阿松）
長男，代表色為紅色。
有兩根呆毛。喜歡賭馬和打小鋼珠，女朋友是租書店架上的色情書刊，偶爾會不經意說出下流的言詞。常被輕松說心思不夠細膩，是個單憑興致行事、沒心沒肺的傢伙。長子意識強，表面上說希望自己是獨生子，但其實很重視兄弟；默默地關注著弟弟們的生活，默默地在背後守護著他們。是六子當中最害怕孤單的人。
18歲的時候基本上跟現在沒甚麼兩樣，但非常排斥自己长男的地位。
松野空松／松野唐松（Matsuno Karamatsu）
聲優：中村悠一／石川界人（新空松）
次男，代表色為藍色。
富有自戀傾向、中二病，容易被無視，呆毛兩根。常戴墨鏡、身穿皮夾克和印有自己肖像的背心，偶爾還會戴彩色美瞳。易被周遭的人說「痛」，因而自喻為「刺蝟的憂愁」。對工作的事完全沒有籌劃，釣魚時會以情書和鮮花作為魚餌。喜歡著溫柔的自己因此才溫柔，是個容易沉浸於自我滿足中的自戀狂。雖然總是愛耍帥，但只要一被人凶馬上就會變得軟弱起來。常被椴松吐槽金光閃閃的褲子。
18歲的時候沒自信、弱氣，臉上有雀斑，自稱是「僕」。
松野輕松／松野流松／松野傻松／松野莽松（Matsuno Choromatsu）
聲優：神谷浩史／島崎信長（新輕松）
三男，代表色為綠色。
是六胞胎中相對正常的存在，也是六胞胎中對於工作的事情最積極的，吐槽役。看上去並沒有呆毛，但其實只是整理得很整齊、不讓呆毛突出而已。是個偶像宅（追星族），會去參加偶像握手會等相關追星活動，曾一度擔任魚魚子的經紀人。由於在房間裡自慰的時候被小松撞個正著，因而被取了「撸松（シコ松）（自慰較粗俗的講法為撸管）」的綽號。
18歲的時候有很強的優等生自我意識，講話音調非常高，書包裡都是色情雜誌。曾經妄想過自己在高中時期曾與一位虛構的好朋友立浪（聲：野島裕史）一起揮灑青春。
松野一松（Matsuno Ichimatsu）
聲優：福山潤／松岡禎丞（新一松）
四男，代表色為紫色。
死魚眼、有兩根呆毛，頭髮蓬鬆凌亂，渾身散發著負能量，曾被椴松戲稱為「闇松」，和貓咪很要好，性格彆扭而不擅表達內心真實的想法；看上去十分陰暗，但其實有能力把握與他人相處的平衡，曾被椴松吐槽就是個普通人。平時與十四松相處較多，會被綁在球棒上讓十四松做揮棒練習。面對空松出其不意的發言總是特別凶。拙於與人相處，帶著些許的自卑感且害怕受到傷害；堅稱自己並非交不到朋友而是不想交，孤癖的外表下藏著一顆渴望得到友情的心。
18歲的時候是陽光角色，常常跟班上的現充混在一起。
松野十四松（Matsuno Jyushimatsu）
聲優：小野大輔／內田雄馬（新十四松）
五男，代表色為黃色。
有一根呆毛，總是擺著一張笑臉，非常喜歡棒球，平時習慣做揮棒練習，口頭禪是「謝謝超大再見本壘打」等棒球相關用語。活動量極大，但戀愛後會變得異常沉穩，一松的說法則是「變成普通的人類了」。特別怕冷，一旦持續處於受寒狀態便會性格大變，甚至會發瘋似地想殺人。總是活力充沛精神飽滿，若是突然一副輕描淡寫的樣子反而會讓人覺得很可怕。行事出人意料，時而非常笨拙。与一松的关系最为友好，一松会绑上球棒上让对方练习，其他兄弟一般有对他有疑问时，都会找一松，让一松照顾他。
18歲的時候是小混混，常蹲在街邊抽空氣菸跟發動空氣摩托車。
松野椴松／松野多多松／松野末松（Matsuno Todomatsu）
聲優：入野自由／村瀨步（新椴松）
末子，代表色為粉紅色。
嘴形如貓，有著較哥哥們稍大的瞳孔，兩根呆毛。毒舌又腹黑，被輕松稱作「最會擄獲人心的末子椴松」。嘴巴上說自己認為在外人面前哥哥們的存在就有如泛黃內褲一般令他感到羞恥，但心底其實十分重視每一位兄長。自從被目睹在咖啡廳打工的女同事暱稱他「Totty（トッティ）」後哥哥們便跟著如此稱呼他。由於不懂得掌握向家人報備私事與否的界線而囤積了許多秘密，個人的性癖除了腳還有肚臍的皺摺。偶爾會戴毛帽，擅長撒嬌，半夜不敢自己一個人去上廁所會要求輕松陪伴。
18歲的時候行為表現跟小孩子一樣，非常黏輕松，到哪裡都要跟輕松一起。

### 其他要角
弱井豆豆子／弱井魚魚子／弱井多多子
聲優：遠藤綾
本作女主角。家中經營魚店，深受六胞胎愛戴，自認最可愛的女孩；成為偶像的理由是想爆紅被人捧上天。發怒時情緒會變得十分激動兇狠，然而就算口出穢言也還是會被六胞胎視為她的可愛之處。必殺技為朝著對手腹部重擊的招式「Body Blow」。即便成年還是以「君」的稱謂來稱呼六胞胎。第三季完結篇決定去考汽車駕照。
嫌味／井矢見／大板牙
聲優：鈴村健一、高橋智秋（女性變身時）
年齡約為30歲上下，個性輕浮、時常看不起六胞胎，說話時總是帶有大少爺的語調，有三顆明顯的暴牙。雖然從未去過法國，但總自稱是法國的歸國子女。有時生活會變的一貧如洗，居住在橋下的空屋裡。其門牙在偶然的意外之下被發現含有非常貴重的稀有金屬成分，因此有段時間短暫翻身成了大名人，其後雖以此與法國總統（聲：堀內賢雄）做交易換取永久居留權但未成功。藉由大褲衩博士研發的藥物變身成女性後的外型為高挑的上班族女郎，化名「井矢代」。第三季完結篇決定來販售自家研發的疫苗，並宣稱他的疫苗有獲得世界衛生組織認證。
在現實中，他的代表動作曾在現實中1960年代的日本引起潮流。
豆丁太／矮子太
聲優：國立幸、野中藍（女性變身時）
和六胞胎年齡相仿、身材矮小的男孩，口頭禪是「、」。在深夜時段載著流動攤販（日文：屋台）賣關東煮維生，頭上只有一根頭髮。經常因六胞胎吃霸王餐造成營業虧損，一聽到「出租女友」的生意時便藉機決定與井矢見聯手海削六胞胎一筆。藉由大褲衩博士研發的藥物變身成女性後的外型為嬌小可愛的雙馬尾女孩，化名「豆丁美」。由於在某次混亂中被十四松拔下頭髮的關係導致性格大變，暗自為欠款與頭髮的事情復仇。第三季完結篇決定去投資虛擬貨幣，並賺了一大筆錢。
大褲衩
聲優：上田燿司
只穿著一條大褲衩的肥胖男性，個性敦厚有良心。有時與達悠一起演出部分的小單元。
本作中為某間研究所的負責人，同時也是位發明家。經常發明一些不知所以的物品，不過實用度意外的好。
達悠／驮四
聲優 ：飛田展男
兩眼下垂、嘴巴特別寬大的男性，經常吞食形形色色的物品。體內居住著一群外貌與達悠相仿的達悠族，藉由達悠吸食進來的日用品過著幸福安逸的生活。第二季第23回出現長相跟身形與他完全一樣的上班族木村出代音（聲：田中秀幸）然後兩人成為朋友，但木村由於被控訴在電車上偷拍的關係遭逮捕。
旗坊
聲優：齋藤桃子
髮型如同蝙蝠翅膀、頭上插著一根日本國旗的少年。旗桿貫通了皮膚插入了頭蓋骨，但也可以輕易地取下來。
本作中突然變身成身價上百億元的富豪，據說是以擔任時任美國總統（聲：利根健太朗）和部分國家元首的顧問獲得的大筆報酬累積來的。對於旗下公司的部分規定相當寬鬆，員工錄取時只要在頭頂上插入國旗即可。
松野松造
聲優：井上和彥
松野一家的父親。非常渴望能抱孫子並過上安逸的老年生活。
松野松代
聲優：松本和香子
松野一家的母親。平時稱六胞胎為「尼特族們」，總能一眼看穿兒子們心中真實的想法，非常渴望能抱孫子並過上安逸的老年生活。
聖澤庄之助
聲優：上田燿司
身分不明的大叔。因劇情需要而有著各式身分的萬用路人甲；如第2話湖水女神給十四松的獎賞、第3話時混入澡堂猜謎、第8話殺人現場的兇手、第15話的通緝名單、第19話中短暫地擔任主角等。在第二季的最終話揭穿了其實真正的身分是閻魔王，並且一直都在觀察著六胞胎的行為。

### 原創角色
橋本喵
聲優：山下七海
輕松非常喜愛的當紅地下偶像，特徵為明顯的貓耳與粉紅色長髮。在第2話的握手會上因中途亂入的小松說出的猥褻言詞而讓當場氣氛變的十分尷尬。故事最後從地下偶像一職隱退，嫁給了一名從事IT行業收入極高的帥氣男性。第二季與魚魚子成為亦敵亦友的關係。第三季已離婚，並育有一子，為了增加收入而跟魚魚子組成摔角綜合，大獲阿松、空松好評。因小貝比快跌倒時被阿松扶住，而愛上阿松，被眾人極力勸說依然堅持自己的想法，在最後清醒並拒絕了阿松。
超能貓
聲優：大川透
戴著眼鏡，長相奇特的黃色野貓。
由於在大褲衩博士準備要把自己研發的藥物注射到一松體內之際衝出來替一松擋下了針筒，有一段時間擁有能解讀他人內心真正想法的超能力。此後多數以路人身分登場。
她
聲優：桑島法子
第9話登場的女孩，名字不詳。十四松所傾慕的對象，十分中意十四松的噴水搞笑動作，甚至會笑到昏厥過去。疑似在本人不情願的情況下被迫拍攝成人片而意圖跳海輕生。在那時遇見來到海邊揮棒的十四松，救了被海浪沖走的他。拒絕了十四松的告白，故事最後戴著印有「14」的護腕，搭乘新幹線回到了鄉下的老家。
第二季第八話擔當海豚訓練師，訓練十四松如何成為真正的海豚
F6
- 第1話、第3.5話、第11話、第16話、第18話登場，迎來第三次動畫化的六胞胎因擔心自己的昭和風格無法被現代觀眾所接受而創造出的乙女遊戲風格角色。身為六胞胎的長男同時也是隊長的爽朗正義小松，將肉用肉捲起來吃的肉食男肉唐松，哈佛大學準教授天才美男輕松，具有魅力不凡向心力的神祕冷男一松，受萬人景仰的甜心王子十四松，有著奇蹟美貌的可愛妖精椴松。六人為就讀赤塚學園的學園偶像，髮色分別為各自的代表色，是學校裡的風雲人物，深受粉絲們愛戴。第二季最終回也落入地獄內，協助六胞胎逃出地獄。

女子松小姐
- 第13話、第15話、第18話、第19話登場，六胞胎的女版角色。聲優與六胞胎相互對應，不同的是六人之間並無血緣關係，並且全員都有工作。姐姐角色擔當的OL小松子（おそ子），教練風形象的肉體系女子唐子（カラ子），御宅族腐女輕子（チョロ子），長髮飄逸的神祕型女子一子（一子），做109辣妹打扮的十四子（十四子），以及輕飄飄的森林系女孩椴子（トド子）。六人平時會相約聚在一起，偶爾討論男人的話題，雖然容易互損發火但總能重歸舊好，是一群感情深厚的好姐妹。

實松/警察阿實
聲優：小野大輔
第一季第13話、第二季第14話小單元〈電視連續劇──實松先生〉和第三季第16话〈警察阿實〉的男主角。家境貧窮，任職於小企業凸凹公司。由於具有社交障礙的關係，經常會被公司裡面的後輩有意無意地使喚，然後毫無自我地按時聽令行事。有五個相貌相似的兄弟，名字分別叫做德松、捨松、菊松、平松、角松。但在同事薫子視角下似乎是精神分裂。
第二季第14話受委託開車出差途中由於剎車失靈導致出意外（實際上被謀殺）後來到六胞胎所處的世界，然後與六胞胎們度過一段海灘時光。實際上已經出車禍重傷治療中，下集預告中暗示他將迎接死亡，最終回也落入地獄內，協助六胞胎逃出地獄。
第三季第16话時隔多年後被改造成了机器人“警察阿實”并被凸凹公司用于监（体）管（罚）员工，但之后在薫子的勸說下以及之後從電腦中所下載到的有關幾年前車禍的真相後覺醒並最終殺死了當年的兇手，也就是實松的高管。
薫子
聲優：遠藤綾
第一季第13話、第二季第14話小單元〈電視連續劇──實松先生〉和第三季第16话〈警察阿實〉的女主角，也是主角實松的同事。是凸凹公司中唯一關心實松的人。第三季第16話中在實松被改造成「警察阿實」後最先站出來勸阻實松找回自己。
神松
聲優：野島健兒
- 第21話登場, 六胞胎的弟弟, 由六胞胎的善行組成。六胞胎們意圖想陷害他但是失敗，最終被惡松毀滅。

代表色為白色，宛如佛陀一般。
惡松
聲優：杉田智和
- 第21話登場, 由六胞胎的廢柴部份組成。打敗神松。

少林
聲優：釘宮理惠
第22話登場，某武術流派師傅的女兒，相當看好被師父拉來當練武奇才的井矢見。
榮太郎
聲優：小林由美子
第二季第12話登場，由於父親在各處出差的關係跟班上同學疏遠的小男孩。直到遇見十四松之後在互動之下開朗了起來，但也因為從十四松學來一些看似低級的行為與單字而一度被母親（聲：松谷彼哉）給關切。在表演會後因交到一名女友而被十四松逐出師門。
麥克松
聲優：東地宏樹
第二季第13話登場，來自美國同時取代椴松地位的壯漢。最後因本人稱自己吃不慣日本家常菜所以回去美國。
犬山金子
聲優：伊藤加奈惠
第二季第16話登場，住在松野家隔壁的女孩。由於曬衣服的時候內衣經常被風吹走然後由六胞胎撿到的關係與他們結識，自稱自己是第一次來到東京親戚家度假人身地不熟所以要六胞胎幫她到市區內導覽。
小菊
聲優：諸星堇
第二季第18話登場，在小劇場中的路邊賣花的盲眼女孩。由於雙親在二戰中已故所以在初次遇到好心幫忙撿拾花的井矢見後產生好感，同時也讓井矢見以為了要治療他的眼睛為出發點到處去打零工，在美國醫生將要離開日本之前接受了井矢見的醫療費，多年後已成為花店店長。
高桥希
聲優：佐藤利奈
僅於劇場版登場。高中3年级时候和松野家六胞胎成为同学的女孩子，戴着圆框眼镜。虽然在校期间对六胞胎孩子抱有憧憬，却未曾与六胞胎有过行为上的接触，其本应在毕业典礼上寄出的一封信却让六胞胎误入了过去（回忆的世界）。
飯糰兄弟─鮭魚和梅子
聲優：山本和臣
兩名經由郵購包裹來到六胞胎家中服務的人工智慧機器人，於第三期登場。名稱鮭魚和梅子是由阿松取名。由於故事中間兩人待在六胞胎家中一段時間後幾乎沒有做出貢獻，導致研究所對該兩人的期待值下降而自願離開他們，來到廢棄建築物工地來處理危險工作。後來受到六子的啟發而成為了尼特機器人。又因想在漫才A1獲得第一而採取聲波影響大家的大腦而進化成漫才機器人，使人大笑，成功獲得第一。但後來被揭發說是用聲波影響大腦，違反社會倫理規範而被取消資格，也使漫才停辦。

## 各話列表
在每一话最后的“下集预告”中出现的标题或官方推特账号上的“先行图”中出现的话数标题也使用粗字体表示。

### 第1期
| 話數              | 日文標題 | 中文標題 | 劇本                       | 分鏡                         | 演出                  | 作畫監督                                                                        | 美術設定   | 美術              | 片尾曲        |
| ----------------- | -------- | --- | -------------------------- | ---------------------------- | --------------------- | ------------------------------------------------------------------------------- | ---------- | ----------------- | ------------- |
| 第1話             |          | 復活！ | 松原秀                     | 山本航 本多康之              | 安藤貴史              | 沼田久美子 淺野直之                                                             | 秋山健太郎 | 嶋田昭夫          | 小松 type A   |
| 第2話             |          | 小劇場 其實很恐怖的伊索寓言就職吧小松的憂鬱 | 松原秀                     | 濱名孝行 田頭忍              | 田中智也              |                                                                                 | 秋山健太郎 | 嶋田昭夫          | 輕松 type A   |
| 第3話             | -        | 趣事集- 宇宙 - OAW - 閃耀的名字 - 上吧！大褲衩超人 - 小鋼珠警察 - 請讓我睡覺吧 - 密漁 - 10月31日 - 澡堂問答                                                                 | 松原秀                     | 小高義規                     | 小高義規              | 松井啟一郎 刃間田雅俊                                                           | 佐藤正浩   | 坂東宏美          | 十四松 type A |
| 第3.5話           |          | 松汁處男英雄 | 岡田幸生 横手美智子        | 許平康 又野弘道              | 島崎奈奈子 又野弘道   | 山崎展義 小山知洋 HAN SEUNGAH 沼田久美子                                        | 佐藤正浩   | 坂東宏美 田村盛揮 | 小松 type A   |
| 第4話             |          | シェー的练习自立吧我是魚魚子小劇場 其實很悲傷的小紅帽 | 松原秀                     | 田頭忍                       | 川奈可奈              | 小倉典子 櫻井拓郎                                                               | 田村盛揮   | 丸山康司          | 輕松 type B   |
| 第5話             |          | 唐松事變超級喵 | 松原秀                     | 佐藤光敏                     | 佐藤光敏              | 山本佐和子 富田美文                                                             | 田村盛揮   | 北井真理江        | 唐松 type A   |
| 第6話             |          | 生日會哦井矢見的大發現 | 横手美智子 岡田幸生        | 又野弘道 高柳哲司            | 又野弘道 島崎奈奈子   | 山崎展義 小山知洋 HAN SEUNGAH 沼田久美子                                        | 佐藤正浩   | 坂東宏美          | 一松 type B   |
| 第7話             |          | 椴松與5個惡魔4個向北達悠相談室 | 松原秀                     | 長屋誠一郎 藤田陽一          | 長屋誠一郎 關谷真實子 | 小和田良博 藤澤研一 安彥英二                                                    | 田村盛揮   | 丸山康司          | 椴松 type A   |
| 第8話             |          | 冷靜的小松魚魚子的夢想 | 松原秀                     | 田頭忍 神谷純 藤田陽一       | 小高義規              | 松井敬一郎 松竹德幸 富田美文                                                    | 佐藤正浩   | 坂東宏美          | 唐松 type B   |
| 第9話             |          | 小劇場 其實很難堪的仙鶴報恩豆丁太和關東煮戀愛的十四松 | 松原秀                     | 神谷純 關谷真實子            | 大野和壽 關谷真實子   | 窪敏 塚本步 鈴木惠 沼田久美子 松井啟一郎                                        | 田村盛揮   | 北井真理江        | 十四松 type B |
| 第10話            |          | 「痛」究竟是什麼？嫌味豆丁太的出租女友日本小姐選美大賽 | 岡田幸生 松原秀            | 日色如夏 藤田陽一            | 日色如夏              | 小和田良博 安彥英二                                                             | 佐藤正浩   | 坂東宏美          | 椴松 type B   |
| 第11話            |          | 聖誕小松先生- 松野家的聖誕節 - 黑暗聖誕老人 - 被搭訕 - The Perfect Christmas - 禮物交換 - 賣火柴的小井矢見 - 愛 - 十四松和聖誕老人 - 聖誕節喝一杯 - 土下座 - 達悠相談室     | 松原秀                     | 神谷純 關谷真實子 藤田陽一   | 井之川慎太郎          | 鈴木惠 神戶環 窪敏 HAN SEUNGAH 福世真奈美 山本航                                | 佐藤正浩   | 坂東宏美          | 一松 type A   |
| 第12話 （總集篇） |          | 年末特別篇 | 不適用                     | 不適用                       | 不適用                | 不適用                                                                          | 不適用     | 不適用            | type FINAL    |
| 第13話            |          | 電視連續劇 實松先生 第三話女子松小姐事故？ | 松原秀 橫手美智子          | 神谷純 關谷真實子 高柳哲司   | 奧野浩行              | 沼田久美子 松井啟一郎                                                           | 佐藤正浩   | 坂東宏美          | 小松 type M   |
| 第14話            |          | 感冒了椴松的線輕松老師 | 松原秀 岡田幸生            | 神谷純 島崎奈奈子 藤田陽一   | 島崎奈奈子            | 和田佳純 小和田良博 佐藤綾子 藤澤研一                                           | 田村盛揮   | 丸山康司          | 椴松 type M   |
| 第15話            | [ 註 4 ] | 面試女子松小姐豆丁太的花之命 | 松原秀 橫手美智子          | 長屋誠志郎                   | 長屋誠志郎            | 谷口宏美 中谷亞沙美 和田佳純 小幡公春                                           | 佐藤正浩   | 田村盛揮          | 唐松 type M   |
| 第16話            |          | 貓咖啡松野松楠一松事變 | 松原秀 橫手美智子          | 五十嵐達也 島崎奈奈子        | 富永恒雄              | 櫻井木之實 塚本步 窪敏 武内啟 青野厚司 鈴木惠 佐藤綾子                          | 佐藤正浩   | 坂東宏美          | 一松 type M   |
| 第17話            |          | 十四松祭- 十四松與炸彈 - 十四松與宵夜 - 十四松與漫展 - 十四松與移動 - 十四松與秘密 - 十四松與概念 - 十四松與手術 - 十四松與研究 - 十四松潘 - 十四松與藥 - 十四松            | 岡田幸生 横手美智子        | 山口光                       | 山口光                | 松井啓一郎 小和田良博 高木麻穂 谷田部透湖                                       | 田村盛揮   | 北井真理江        | 十四松 type M |
| 第18話            |          | 女子松小姐逆襲的嫌味 | 松原秀 横手美智子          | 高柳哲司                     | 関谷真実子 藤澤研一   | 安彦英二 鈴木かんち 藤澤研一                                                    | 佐藤正浩   | 坂東宏美          | 輕松 type M   |
| 第19話            |          | 聖澤莊之助先生時代劇小松先生- '捕快豆丁太 - 墨鏡浪子 - 膽小代官椴松 - 松尾芭冏 - 忍者飛機松 - 大褲衩判官 - 光碟宅邸 - 十四松太子 女子松小姐輕松Rising                       | 松原秀 横手美智子          | 田頭しのぶ 神谷純 島崎奈奈子 | 小野步 富永恒雄       | 和田佳純 武內啓 小野陽子                                                        | 田村盛揮   | 一色美緒          | 輕松 type F   |
| 第20話            |          | 告訴我吧旗坊學園松嫌味的學校 | 松原秀 横手美智子 岡田幸生 | 山口光                       | 田中智也              | 小和田良博 山崎展義                                                             | 田村盛揮   | 丸山康司          | 唐松 type F   |
| 第21話            |          | 麻將神松 | 松原秀 横手美智子          | 綿田慎也 古田丈司            | 冨永恒雄              | 青野厚司 武内啓 鈴木恵 塚本歩 小野陽子 松井啓一郎                               | 佐藤正浩   | 坂東宏美          | 一松 type F   |
| 第22話            |          | 希望之星、椴松最終之シェー | 松原秀 岡田幸生            | 赤松康裕 橋本三郎            | 赤松康裕 萩原露光     | 高橋直樹 小野陽子 HAN SEUNGAH 松井啓一郎                                        | 田村盛揮   | 北井真理江        | 椴松 type F   |
| 第23話            |          | 燈油達悠族 | 松原秀                     | 金森陽子 高柳哲司            | 金森陽子 関谷真実子   | 沼田くみ子 浅野直之 實藤晴香 元廣和恵 小和田良博                                | 田村盛揮   | 一色美緒          | 十四松 type F |
| 第24話            |          | 豆豆子大騷動信 | 松原秀 岡田幸生            | 神谷純 古田丈司              | 島崎奈々子            | 和田佳純 安彦英二 小野陽子                                                      | 佐藤正浩   | 坂東宏美          | 小松 type F   |
| 第25話 （最終話） |          | 這就是小松先生了 | 松原秀                     | 長屋誠志郎 田頭しのぶ        | 小高義規 田中智也     | 鈴木かんち 松井啓一郎 小和田良博 沼田くみ子 佐藤綾子 安彦英二 和田佳純 浅野直之 | 田村盛揮   | 丸山康司          | type FINAL    |
| 特别篇            |          | 赛马轶事- 賽恩斯賽馬 - 預期 - 第一次賽馬 - 在赛马场的正确礼仪 - 赛马之歌 - 檢查 - G1 有馬紀念館 ○×芝芝大獎賽 2500m - 不会走的马 - 马主 - OSO1 赤塚杯 第138屆 超越障礙大獎賽 | 松原秀                     | 山口光                       | 山口光                | 藤澤健一 和田佳澄 鈴木幹智 淺野直之                                             | 田村盛揮   | 坂東宏美          | お馬で必勝    |

#### 被封印的夢幻第一話
第一話播出後，由於劇情中不斷惡搞七龍珠、美少女戰士、網球王子等日本動畫作品，預計惡搞了十幾部動畫，也引來一些著作權問題。後來日本不再播出第一話，甚至在發行BD/DVD時也沒收錄。

### 第2期
| 話數              | 日文標題 | 中文標題 | 劇本   | 分鏡                         | 演出              | 作畫監督                                            | 片尾曲  |
| ----------------- | -------- | --- | ------ | ---------------------------- | ----------------- | --------------------------------------------------- | ------- |
| 第1話             |          | | 松原秀 | 田頭忍                       | 山口光            | 淺野直之                                            | 早松66  |
| 第2話             |          | 祝·就職!!超級洗衣劑 | 松原秀 | 古田丈司                     | 小高義規          | 沼田久美子                                          | 遅松66  |
| 第3話             |          | 原始松(#1)輕鬆和一鬆豆豆子的挑戰                                                                                          | 松原秀 | 戶部敦夫                     | 前屋俊廣          | 佐賀野櫻子 服部益美                                 | 早松66  |
| 第4話             |          | 原始松(#2)松造和松代 | 松原秀 | 神谷純                       | 關谷真實子        | 渡邊葉瑠                                            | 遅松66  |
| 第5話             |          | 夏日的小松先生- 半 - 十四松的体操 - 上祖 - 熱 - 流亡 - 煙花 - 夏季假面 - 夏天的豆豆子 - 今年                              | 松原秀 | 长屋诚志郎                   | 井之川慎太郎      | 小仓典子 柳濑让二 神户环                            |         |
| 第6話             |          | 井矢見来了想要朋友 | 松原秀 | 高柳哲司                     | 岩本保雄          | 二上由佳子 森田实                                   | 早松66  |
| 第7話             |          | 原始松(#3)三國志小松和椴松                                                                                                | 松原秀 | 安藤尚也                     | 安藤尚也          | 松井啟一郎                                          | 遅松66  |
| 第8話             |          | 合成悠十四松和海豚豆豆子和喵(#1)                                                                                          | 松原秀 | 田頭忍                       | 飛田剛            | 阿部安佳裡 佐藤愛架 石堂伸晴 小幡公春               | 早松66  |
| 第9話             |          | 宣传发动！游戏中心井矢見豆豆子与喵(#2)                                                                                    | 松原秀 | 山口光                       | 山口光            | 小泽早依子                                          | 遅松66  |
| 第10話            |          | 空松和兄弟新員工豆豆子录音松先生                                                                                          | 松原秀 | 小高义规                     | 小高义规          | 朴旲烈                                              | 早松66  |
| 第11話            |          | 复仇的豆丁太 | 松原秀 | 高柳哲司                     | 前屋俊廣          | 神户环 野上慎也 小泉孝司 小林由香里                 | 遅松66  |
| 第12話            |          | 豆豆子和喵(#3)榮太郎親子還給我豆豆子和喵(#4)                                                                              | 松原秀 | 堂山卓見 高柳哲司            | 堂山卓見          | 河野真貴 HAN SEUNGAH                                | 早松66  |
| 第13話            |          | 年末- 祝你有美好的一年 - 年終巨無霸 - 春節 - 搗年糕 - 雪地玩耍 - ji治三 - 新年賀卡 末子更替通知                           | 松原秀 | 吉村爱                       | 吉村爱            | 渡边叶瑠                                            | 遅松66  |
| 第14話            |          | 電視連續劇 實松先生 第九話UMA探險隊(#1)輕鬆事變                                                                           | 松原秀 | 戶部敦夫 關谷真實子          | 關谷真實子        | 沼田久美子 和田佳純                                 | 小松1   |
| 第15話            |          | UMA探險隊(#2)瓶子空松出租車小椴猜謎                                                                                       | 松原秀 | 金森陽子                     | 井之川慎太郎      | 藤田正幸 柳瀨讓司 神戶環                            | 空松1   |
| 第16話            |          | 宇宙海賊美食回隔壁的可愛女孩                                                                                              | 松原秀 | 高柳哲司                     | 川奈可奈          | 小川一郎 森田實 能地清 高柳久美子 河野真貴 石井珠樹 | 輕松1   |
| 第17話            |          | UMA探險隊(#3)警戒！ 旅館小劇場 其實很聰明的漢塞爾和格雷特                                                                 | 松原秀 | 山口光 藤田陽一              | 山口光            | 小澤早依子                                          | 一松1   |
| 第18話            |          | 井矢見独自迎风而立 | 松原秀 | 小高义规                     | 小高义规          | 渡边叶瑠                                            | 不適用  |
| 第19話            |          | 大褲衩總統腹語術情人節小劇場 其實無法開展故事的白雪公主                                                                   | 松原秀 | 高柳哲司 堂山卓見 藤田陽一   | 堂山卓見          | 鈴木かんち 樸旲烈 和田佳純                          | 十四松1 |
| 第20話            |          | 趣事集2- 鬆滿 - 確定申告 - 卡拉皮諾 - 錢包 - 花粉 - 迷路 - 新垣十四松 - 椴松死了 - 社会科見学 - 出动！頌歌保姆！！ - 骨架 | 松原秀 | 前屋俊广 山口光              | 前屋俊广          | 竹内昭 小林由香里 Lee jong kyong                    | 椴松1   |
| 第21話            |          | 深夜的日松屋(#1)BANANA啃老族矯正設施                                                                                      | 松原秀 | 關谷真實子 小高義規 堂山卓見 | 關谷真實子        | 小澤早依子 高柳久美子 河野真貴                      | 十四松2 |
| 第22話            |          | 海外旅行 | 松原秀 | 長屋誠志郎                   | 赤松康裕          | 沼田久美子 森田實                                   | 一松2   |
| 第23話            |          | 深夜的日松屋(#2)達悠和達悠煩惱的嫌味深夜的日松屋(#3)                                                                      | 松原秀 | 高柳哲司                     | 井之川慎太郎      | 藤田正幸 神戶環 柳瀨讓二 飯飼一幸                   | 輕松2   |
| 第24話            |          | 櫻 | 松原秀 | 山口光                       | 山口光            | 和田佳純 鈴木かんち                                 | 空松2   |
| 第25話 （最終話） |          | 地獄裡的小松先生 | 松原秀 | 堂山卓見 小高義規            | 堂山卓見 小高義規 | 渡邊葉瑠 淺野直之 淺野元                            | 小松2   |

### 第3期
| 話數   | 日文標題 | 中文標題                                                                                                 | 劇本   | 分鏡              | 演出              | 作畫監督                                             | 片尾曲                      |
| ------ | -------- | --- | ------ | ----------------- | ----------------- | ---------------------------------------------------- | --------------------------- |
| 第1話  |          | 开除 | 松原秀 | 堂山卓見          | 堂山卓見          | 渡邊葉瑠 菅野芳弘                                    | 豆豆子 Type A               |
| 第2話  |          | 邦古拉時代(#1)旗坊 EATS靜夜粉碎Doctor-T 外科医生・弱井豆豆子三角流行樂椅子快递                           | 松原秀 | 小高義規          | 小高義規          | 和田佳澄                                             | 桥本喵 Type A               |
| 第3話  |          | 邦古拉時代(#2)評價值魔法天使真希良                                                                       | 松原秀 | 古田丈司          | 安藤贵史 藤田阳一 | 陳達理 高橋萬帆 飯飼一幸 和田佳純                    | 豆豆子&桥本喵 Type A        |
| 第4話  |          | 一松廣播结为组合松代的陷阱                                                                               | 松原秀 | 高柳哲司 鈴木祐太 | 前屋俊廣          | 小林由香里 一平昌井 Song Hyeonju Han Eunmi Lim Jinuk | 豆豆子 Type A Dis by 桥本喵 |
| 第5話  |          | 好归途                                                                                                   | 松原秀 | 田頭忍            | 鈴木祐太          | 河野真貴                                             | 桥本喵 Type A Dis by 豆豆子 |
| 第6話  |          | 揽客優化按摩                                                                                             | 松原秀 | 高柳哲司          | 大塚孝宏          | Jeong Yeon soon Won Chang hee Kim Yoon jung          | 豆豆子 vs. 桥本喵           |
| 第7話  |          | 趣事集3- 美容院 - 站起來 - docking 對接 - 夜路 - 東智大師的假期 - 松造的作品 - 語音功能 - 十四松知事     | 松原秀 | 小高義規          | 小高義規          | 関川成人                                             | 豆豆子 Type B               |
| 第8話  |          | 向南方高尾山                                                                                             |        |                   |                   |                                                      | 桥本喵 Type B               |
| 第9話  |          | 屑─！魚喵短篇系列「服裝」來做家事吧                                                                      |        |                   |                   |                                                      | 豆豆子&桥本喵 Type B        |
| 第10話 |          | ZANSU人狼                                                                                                |        |                   |                   |                                                      | 豆豆子 Type B Dis by 桥本喵 |
| 第11話 |          | 快點做披薩                                                                                               |        |                   |                   |                                                      | 桥本喵 Type B Dis by 豆豆子 |
| 第12話 |          | AI |        |                   |                   |                                                      | Smile Again                 |
| 第13話 |          | 新年阿松                                                                                                 |        |                   |                   |                                                      | 主演最棒!!                  |
| 第14話 |          | 釣西太公魚死鬥閃亮魔幻升級                                                                               |        |                   |                   |                                                      | 阿松‧鮭魚肉‧梅子 Type A     |
| 第15話 |          | 服裝扮演松- 真沒辦法警察 - 混仗女僕 - 無餘地法官 - 轉生成蚊子 - 大叔 - 自我主義調酒師 - 充滿迷團的小吃店 |        |                   |                   |                                                      | 一松・旗坊 Type A           |
| 第16話 |          | 警察阿實南無陀星人來襲                                                                                   |        |                   |                   |                                                      | 緞松・松造・松代 Type A     |
| 第17話 |          | 飯糰兄弟的新題目烹煮芋頭                                                                                 |        |                   |                   |                                                      | 十四松・大褲衩・達悠 Type A |
| 第18話 |          | 還是放棄吧                                                                                               |        |                   |                   |                                                      | 粗松・豆豆子・橋本喵 Type A |
| 第19話 |          | 解散的危機相撲教室狗                                                                                     |        |                   |                   |                                                      | 唐松・井矢見・豆丁太 Type A |
| 第20話 |          | 買了吧輕松紀念館掏耳朵柿子                                                                               |        |                   |                   |                                                      | 一松・旗坊 Type B           |
| 第21話 |          | 這樣可以嗎樂屋豆豆灰姑娘                                                                                 |        |                   |                   |                                                      | 粗松・豆豆子・橋本喵 Type B |
| 第22話 |          | 撿到了想努力刑警捉迷藏                                                                                   |        |                   |                   |                                                      | 緞松・松造・松代 Type B     |
| 第23話 |          | 合約更改買東西朋友IF疑惑                                                                                 |        |                   |                   |                                                      | 十四松・大褲衩・達悠 Type B |
| 第24話 |          | 回來的新阿松A-1錦標賽                                                                                    |        |                   |                   |                                                      | 唐松・井矢見・豆丁太 Type B |
| 第25話 |          | 無聊 |        |                   |                   |                                                      | Type FINAL                  |

### 第4期
| 话数  | 标题           | 分镜              | 演出              | 作画监督                                                | 總作画监督 | 首播日期      |
| ----- | -------------- | ----------------- | ----------------- | ------------------------------------------------------- | ---------- | ------------- |
| 第1话 | 一切又重新開始 | 小高義規          | 東亮佑            | 上條舞子                                                | 安彦英二   | 2025年 7月9日 |
| 第2话 | 西瓜外星人     | 小高義規 鈴木常夫 | 鈴木常夫 中野剛志 | 竹島照子                                                | 渡邊葉瑠   | 7月16日       |
| 第3话 | 雷雨和平頭     | 内田直人          | 森田侑希 一居一平 | 阿部安佳里 佐藤愛架 耳浦朋彰 前原薰 加藤久美子 林智子   | 和田佳純   | 7月23日       |
| 第4话 | 緣日           | 二村寧寧          | 二村寧寧          | 齊藤崇了 安武航 永田有香 阿部安佳里 佐藤愛架 加藤久美子 | 渡邊葉瑠   | 7月30日       |
| 第5话 | 安静           | 田頭忍            | 水野健太郎        | 齊藤格 竹島照子 加藤愛                                  | 安彦英二   | 8月6日        |
| 第5话 | 釣魚仙人       | 田頭忍            | 水野健太郎        | 齊藤格 竹島照子 加藤愛                                  | 安彦英二   | 8月6日        |
| 第6话 | 電風扇和時光機 | 高柳哲司          | 菊池優作          | 渡邊伸弘 堀光明 耳浦朋彰 北川知子 渡部由香里 林智子     | 和田佳純   | 8月13日       |

## 主題曲
片頭曲
「はなまるぴっぴはよいこだけ」（第1期第1－12話）
作詞：Asaki，作曲．編曲：96，歌：A応P
「全力バタンキュー」（第1期第13－25話）
作詞．作曲：池波晏壽，編曲：池波晏壽、有木龍郎，歌：A応P
（第2期第1－13話）
作詞：Asaki，作曲：mafumafu，編曲：三矢禪晃、mafumafu，歌：A応P
（第2期第14－25話）
作詞：鈴木修，作曲：村井大，編曲：北谷辰也，歌：A応P
（第3期第1－13話）
作詞．作曲：村井大，編曲：倉內龍也，歌：A応P
（第3期第14- 話）
作詞：しらゆき美優，作曲：アッシュ井上，編曲：渡辺拓也，歌：A応P
「おそ松さんのボンバシェー！」（第4期第1-話）
歌：DA PUMP
片尾曲
「SIX SAME FACES ～今夜は最高!!!!!!～」（第1期第1－12、25話）
作詞．作曲．編曲：TECHNOBOYS PULCRAFT GREEN-FUND，VOICE by 嫌味 feat. 小松×唐松×輕松×一松×十四松×椴松（鈴村健一、櫻井孝宏、中村悠一、神谷浩史、福山潤、小野大輔、入野自由）
（第1期第13－24話）
作詞．作曲．編曲：TECHNOBOYS PULCRAFT GREEN-FUND，VOICE by 魚魚子 feat. 小松×唐松×輕松×一松×十四松×椴松（遠藤綾、櫻井孝宏、中村悠一、神谷浩史、福山潤、小野大輔、入野自由）
（第2期第1－4、6-13話）
作詞：大塚賢二，直子直純，田中淳，作曲．編曲：田島孝夫、奧野真也，松本龜龜
歌：ROOTS66 Party with 松野家6兄弟
歌：宮田和也、大月賢二、中川隆史、直子直三、田島高夫、齋藤和義、渡邊美里（早松66）
歌：須賀香香、阿倍東、伊藤文雄、吉井和也、八uma信一、松本龜龜、齋藤由紀（遅松66）
（第2期第14-17、19-25話）
作詞：鈴木敬一，作曲：高橋幸宏，編曲：高橋幸宏
歌：The おそ松さんズ with 松野家6兄弟
歌：高橋幸宏、鈴木慶一、大貫妙子、矢野顕子、奥田民生、柴咲コウ、重住ひろこ、小原礼、佐橋佳幸、Dr.kyOn、鈴木茂、ゴンドウトモヒコ
（第3期第1-13話）
作詞．作曲．編曲：TECHNOBOYS PULCRAFT GREEN-FUND，歌：Shuta Sueyoshi with Totoko♡Nya，VOICE by 小松×唐松×輕松×一松×十四松×椴松（櫻井孝宏、中村悠一、神谷浩史、福山潤、小野大輔、入野自由）
（第3期第14-25 話）
作詞．作曲．編曲：TECHNOBOYS PULCRAFT GREEN-FUND，歌：オムスビ with おそ松さんオールスターズ

## 製作人員
- 原作：赤塚不二夫（阿松（おそ松くん））
- 監督：藤田陽一
- 系列構成：松原秀
- 角色設計：淺野直之
- 美術監督：田村盛揮
- 色彩設計：垣田由紀子
- 攝影監督：福士享
- 編輯：坂本久美子
- 音樂：橋本由香利
- 音樂製作：avex pictures
- 音響監督：菊田浩巳
- 音響製作：樂音舍
- 動畫製作：Studio Pierrot
- 製作：小松先生製作委員會

### 播放電視台
日本深夜動畫：下文記載的日本国内播放時間使用日本標準時間（UTC+9）表示。因為部分時間标识會採用30小时制，因此請留意这类超过24:00的时间，其實際播放時間為翌日清晨。
| 播放地區   | 播放電視台   | 播放日期                     | 播放時間（UTC+9）         | 所屬聯播局 | 備註                      |
| ---------- | ------------ | ---------------------------- | ------------------------- | ---------- | ------------------------- |
| 關東廣域圈 | 東京電視台   | 2015年10月5日－2016年3月29日 | 星期一 25時35分－26時05分 | 東京電視網 |                           |
| 愛知縣     | 愛知電視台   | 2015年10月5日－2016年3月29日 | 星期一 25時35分－26時05分 | 東京電視網 | 星期一 27時05分－27時35分 |
| 大阪府     | 大阪電視台   |                              |                           | 東京電視網 |                           |
| 日本全國   | AT-X         | 2015年10月6日－2016年3月30日 | 星期二 24時30分－25時00分 | 衛星電視   | 有重播                    |
| 日本全國   | BS JAPAN     | 2015年10月10日－2016年4月3日 | 星期六 24時00分－24時30分 | 衛星電視   |                           |
| 日本全國   | GYAO!        | 2015年10月11日－2016年4月4日 | 星期日 24時00分 更新      | 網絡電視   |                           |
| 日本全國   | NICONICO直播 | 2015年10月11日－2016年4月4日 | 星期日 24時00分－24時30分 | 網絡電視   |                           |
| 日本全國   | NICONICO頻道 | 2015年10月11日－2016年4月4日 | 星期日 24時30分 更新      | 網絡電視   |                           |
| 日本全國   | 萬代頻道     | 2015年10月12日－2016年4月4日 | 星期一 12時00分 更新      | 網絡電視   |                           |

## 關聯商品

### 藍光 / DVD
| 1     | 2016年1月29日  | 第2話－第3.5話 | EYXA-10740 | EYBA-10732 |
| 2     | 2016年2月26日  | 第4話－第6話   | EYXA-10741 | EYBA-10733 |
| 3     | 2016年3月25日  | 第7話－第9話   | EYXA-10742 | EYBA-10734 |
| 4     | 2016年4月29日  | 第10話－第12話 | EYXA-10743 | EYBA-10735 |
| 5     | 2016年5月27日  | 第13話－第15話 | EYXA-10744 | EYBA-10736 |
| 6     | 2016年6月24日  | 第16話－第18話 | EYXA-10745 | EYBA-10737 |
| 7     | 2016年7月29日  | 第19話－第21話 | EYXA-10746 | EYBA-10738 |
| 8     | 2016年8月26日  | 第22話－第24話 | EYXA-10747 | EYBA-10739 |
| 第2期 |                |                |            |            |
| 1     | 2017年12月22日 | 第1話－第3話   | EYXA-11747 | EYBA-11739 |
| 2     | 2018年1月26日  | 第4話－第6話   | EYXA-11748 | EYBA-11740 |
| 3     | 2018年2月23日  | 第7話－第9話   | EYXA-11749 | EYBA-11741 |
| 4     | 2018年3月30日  | 第10話－第12話 | EYXA-11750 | EYBA-11742 |
| 5     | 2018年4月27日  | 第13話－第15話 | EYXA-11751 | EYBA-11743 |
| 6     | 2018年5月25日  | 第16話－第18話 | EYXA-11752 | EYBA-11744 |
| 7     | 2018年6月29日  | 第19話－第21話 | EYXA-11753 | EYBA-11745 |
| 8     | 2018年7月27日  | 第22話－第25話 | EYXA-11754 | EYBA-11746 |

### 廣播劇CD
標題《『小松先生 六胞胎的就職體驗DRAMA松CD系列 DORAMATSU』》（日语：おそ松さん 6つ子のお仕事体験ドラ松CDシリーズ DORAMATSU（どらまつ））全7卷發售中。
| 卷數 | 副標題                                            | 演出者 | 發售日         | 規格產品編號 |
| ---- | ------------------------------------------------- | --- | -------------- | ------------ |
| 1    | 小松＆一松 『占卜師』                             | 小松（櫻井孝宏）、一松（福山潤）                                                                          | 2016年 2月24日 | EYCA-10791   |
| 2    | 輕松＆十四松 『酒吧』                             | 輕松（神谷浩史）、十四松（小野大輔）                                                                      | 3月23日        | EYCA-10792   |
| 3    | 小松＆輕松 『電視製作人』                         | 小松（櫻井孝宏）、輕松（神谷浩史）                                                                        | 4月20日        | EYCA-10793   |
| 4    | 唐松＆一松 『律師』                               | 唐松（中村悠一）、一松（福山潤）                                                                          | 5月25日        | EYCA-10794   |
| 5    | 十四松＆椴松 『警察』                             | 十四松（小野大輔）、椴松（入野自由）                                                                      | 6月22日        | EYCA-10795   |
| 6    | 唐松＆椴松with魚魚子 『牛郎俱樂部』               | 唐松（中村悠一）、椴松（入野自由）、魚魚子（遠藤綾）                                                      | 7月27日        | EYCA-10796   |
| 7    | 小松＆唐松＆輕松＆一松＆十四松＆椴松 『就職點菜』 | 小松（櫻井孝宏）、唐松（中村悠一）、輕松（神谷浩史） 一松（福山潤）、十四松（小野大輔）、椴松（入野自由） | 8月24日        | EYCA-10797   |

### 漫畫
《小松先生》
作畫：，原作：赤塚不二夫，監修：小松先生製作委員會
由作者全新創作的故事。於《月刊YOU》（集英社）2016年2月號開始連載，於雜誌2018年11月號休刊後移籍至《Cookie》，由2019年1月號起至2021年1月號間連載。
| 卷數 | 集英社         | 集英社                 |
| 卷數 | 發售日期       | ISBN                   |
| ---- | -------------- | ---------------------- |
| 1    | 2016年5月25日  | ISBN 978-4-08-845570-9 |
| 2    | 2016年9月23日  | ISBN 978-4-08-845648-5 |
| 3    | 2017年2月24日  | ISBN 978-4-08-845726-0 |
| 4    | 2017年7月25日  | ISBN 978-4-08-845797-0 |
| 5    | 2017年12月25日 | ISBN 978-4-08-845874-8 |
| 6    | 2018年3月23日  | ISBN 978-4-08-844017-0 |
| 7    | 2018年9月25日  | ISBN 978-4-08-844104-7 |
| 8    | 2019年2月25日  | ISBN 978-4-08-844162-7 |
| 9    | 2021年1月25日  | ISBN 978-4-08-844452-9 |
官方同人誌
愛しているのよおそ松さん（2016年6月24日發售、リブレ出版） ISBN：978-4799729854
こぼれ話集（2016年6月25日發售、KADOKAWA シルフコミックス） ISBN：978-4048659048
キレイ（2016年6月25日發售、KADOKAWA あすかコミックスDX） ISBN：978-4041045282
ゲス（2016年6月25日發售、KADOKAWA ジーンピクシブシリーズ） ISBN：978-4040682723
メス（2016年6月25日發售、KADOKAWA ジーンピクシブシリーズ） ISBN：978-4040682730
F6（2016年6月25日發售、KADOKAWA ジーンピクシブシリーズ） ISBN：978-4040682716
今夜は寝かさない（2016年7月1日發售、一迅社 DNAメディアコミックス） ISBN：978-4758009140
スクエニセンバツ（2016年7月12日發售、スクウェア·エニックス Gファンタジーコミックス） ISBN：978-4757548985
働く!? おそ松さん ~IN おそ川書店~（2016年9月1日發售、KADOKAWA B's-LOG COMICS） ISBN：978-4047342705
4コ松さん（2016年10月14日發售、KADOKAWA 単行本コミックス） ISBN：978-4048994231
まるっと12ヶ月おそ松さん（2016年10月25日發售、フロンティアワークス） ISBN：978-4861349300

### 小說
冷靜偵探小松先生·returns（なごみ探偵おそ松さん·リターンズ）（作者：乙一）
於雜誌『ダ·ヴィンチ』（KADOKAWA）2016年5月號上發表。未單行本化。
小松先生～番外篇～（おそ松さん～番外編～）（作者：小倉帆真、原作：赤塚不二夫（『おそ松くん』）、監修：おそ松さん製作委員会）
『集英社みらい文庫』（集英社），2016年7月22日發售。 ISBN：978-4-08-321331-1
小說小松先生小説おそ松さん（作者： 三津留ゆう（前松）／石原宙（前松·後松）、插畫：浅野直之、原作：赤塚不二夫）
前松 2016年7月29日發售　普通版：ISBN：978-4-08-703396-0　限定版：ISBN：978-4-08-907053-6
後松 2016年11月29日發售　普通版：ISBN：978-4-08-703406-6　限定版：ISBN：978-4-08-907054-3

### 電子遊戲
阿松的私房錢戰爭～NEET的攻防～（おそ松さんのへそくりウォーズ～ニートの攻防～）
塔防型攻略手機遊戲。
阿松拼圖（パズ松さん）
連線消除類型手機遊戲。
松野家扶養家族選拔會（松野家扶養家族選抜会場）
放置型養成手機遊戲。
阿松 亂七八糟的派對（おそ松さん はちゃめちゃパーティー！）
各種類型的小遊戲集合作品。
小松先生的NEET雙六悠哉之旅（おそ松さんのニートスゴロクぶらり旅）
探索收集型手機遊戲。
小松先生的黑工廠／魚魚子進貢隊／推松問答（おそ松さんのブラック工場／トト子に貢ぎ隊／推し松クイズバトル）
於日本Yahoo Play上推出的網頁小遊戲。
小松先生 松祭！（おそ松さん 松まつり!）
由BANDAI NAMCO所推出的3DS遊戲作品，於2016年12月22日開始發售。
おそ松さん THE GAME はちゃめちゃ就職アドバイス -デッド オア ワーク-
由オトメイト所發表的PlayStation®Vita遊戲作品，預定於2017年推出。

## 外部連結
原作
- 赤塚不二夫公認網頁「小松君」作品介紹

小松先生
- 電視動畫「小松先生」官方網頁 （页面存档备份，存于）
- 電視動畫「小松先生」官方網頁（東京電視台） （页面存档备份，存于）
- 電視動畫「小松先生」官方的X（前Twitter）